# Château de La Pommeraye
Ne doit pas être confondu avec Manoir de La Pommeraye (Berville-sur-Mer).
Pour les articles homonymes, voir Château de La Pommeraye (homonymie).
Le château de La Pommeraye est une demeure du XVIIe, très remaniée au XIXe siècle, érigée sur des bases médiévales, qui se dresse sur le territoire de la commune française de La Pommeraye, dans le département du Calvados, en région Normandie.

## Localisation
Le château est situé dans la vallée d'un affluent de l'Orne sur la commune de La Pommeraye, dans le département français du Calvados.

## Historique
Depuis le XIe siècle, il a toujours eu une vocation défensive, comme en témoignent la motte castrale, les deux porches d’accès, l'étang défensif, les douves, les bouches à feu et les murs d’enceinte.
La chapelle fut bénite par Flavien Hugonin, évêque de Bayeux, en 1876, celui-là même qui accepta l’entrée anticipée au Carmel de Thérèse de Lisieux. La famille Le Tellier de Vauville fit bâtir un presbytère vers 1870 et l'offrit au clergé afin d'assurer des offices dans le village retiré de La Pommeraye.
Depuis 1850, différentes familles se sont succédé au château de La Pommeraye : Le Tellier de Vauville, à l'origine de la reconstruction de l'édifice, Pollet, Michelon, Rollot, Boudnikoff. 

## Description
La propriété, largement remanié aux XVIIe et XIXe siècles, architecturée en « U » s’articule de la manière suivante : accès par voie romaine[réf. nécessaire], cour d'honneur délimitée par deux pavillons de style Louis XIII ainsi que des communs : écuries, charretterie, pressoir, boulangerie.
Le château de 1646, fondé sur des vestiges médiévaux a été profondément remanié, voire reconstruit en 1850. Son  style caractéristique de la période Restauration, cache derrière ses sobres façades une distribution, assez rare, sur le modèle romain de l’atrium.
En outre, le château s’est vu agrémenté d’éléments caractéristiques du XIXe siècle : une promenade arborée d’essences multiples ; un parc ; une orangerie ; deux serres ; un jardin potager à la française ; deux vergers ; une maison de jardinier ; une chapelle.

### Motte castrale
Le tertre situé dans le parc, à l'ouest du château moderne, est flanqué sur son côté nord d'une basse-cour.

## Jardin et parc
Le domaine, qui s’étendait autrefois sur plusieurs centaines d’hectares, a été en partie démembré.
Aujourd’hui, d'une surface de 20 hectares et classé réserve ornithologique, il se répartit entre parc, motte castrale, potager, vergers, étang, vallons, bois et prairies.
La ferme du château, au lieu-dit la Couture est indépendante depuis plusieurs décennies.
Plus récemment, le château Ganne et sa butte ont été cédés au conseil général du Calvados en 2003 par la famille Rollot. Des fouilles archéologiques y sont conduites par les universités de Caen et de Rouen.